# Рапла
Ра̀пла (на естонски: Rapla) е главен град на областта Рапла в Естония.

## Положение
Рапла е център на областта Рапла. През града тече река Вигала. Разположен е на 45 км от столицата на страната Талин. Население 5617 жители от преброяването през 2007 г.

## Известни личности

### Родени
- Анне Вески (р. 1956 г.), певица